# Justicia evrardii
Justicia evrardii är en akantusväxtart som beskrevs av Raymond Benoist. Justicia evrardii ingår i släktet Justicia och familjen akantusväxter. Inga underarter finns listade i Catalogue of Life.